# De Havilland Dormouse
El De Havilland DH.42 Dormouse y sus dos variantes, los De Havilland DH.42A Dingo I y II, fueron biplanos monomotores biplaza diseñados para realizar funciones de reconocimiento de caza y cooperación con el ejército. No alcanzaron la fase de producción.

## Diseño y desarrollo
Aparte de sus motores, el De Havilland DH.42 Dormouse y el DH.42A Dingo I eran aviones muy similares. El Dormouse fue construido según la Especificación 22/22 del Ministerio del Aire como caza de reconocimiento biplaza y el Dingo según la Especificación 8/24 como avión de cooperación con el ejército. Eran biplanos de dos vanos con alas rectas de cuerda constante, aunque el ala inferior era ligeramente menor en envergadura y sólo representaba alrededor del 73 % de la cuerda en comparación con la superior. Los dos bordes de fuga estaban alineados y los soportes posteriores eran verticales, pero los delanteros estaban inclinados hacia adelante. Ambas alas llevaban alerones no compensados. La cola vertical tenía la forma característica de DH, con un timón compensado; los elevadores eran no compensados. La estructura en su totalidad era de madera, con recubrimiento de tela en las alas y en el empenaje, pero con el recubrimiento de contrachapado fino habitual de De Havilland en el fuselaje. Poseía un tren de aterrizaje de un solo eje, con las patas principales unidas a la raíz del ala inferior y con soportes hasta el fuselaje delantero. La cabina del piloto estaba debajo de la sección central del ala superior y el artillero estaba sentado cerca detrás, en el borde de salida. En el Dormouse, el piloto tenía un recorte ovalado en el ala para tener visión hacia arriba, y el artillero una muesca en forma de V en el borde de salida para facilitar su campo de tiro. En el Dingo, el recorte del piloto se hizo más pequeño y circular, mientras que la muesca del artillero se aumentó al ancho del fuselaje y se llegaba hasta el larguero trasero del ala, dándole un borde recto.
El Dormouse voló por primera vez desde Stag Lane el 25 de julio de 1923, equipado con un motor radial Armstrong Siddeley Jaguar II de 270 kW (360 hp). El Dingo voló por primera vez el 12 de marzo de 1924 con un motor radial Bristol Jupiter III de 305 kW (410 hp). El Jupiter de nueve cilindros tenía un diámetro mayor que el Jaguar de doble fila y 14 cilindros (1,35 m en lugar de 1,06 m), por lo que en el Dingo las dos armas de fuego frontal estaban montadas externamente en la parte superior del morro, mientras que en el Dormouse fueron instaladas en túneles internos. El Dormouse recibió más tarde un Jaguar IV repotenciado (313 kW, 420 hp) y al mismo tiempo se modificó la sección central del ala superior para que coincidiera con la del Dingo. El combustible de ambas máquinas estaba contenido en un par de depósitos de sección aerodinámica en la parte superior del ala superior, por encima de los soportes interplanares interiores.
La variante final del DH.42 fue el DH.42B Dingo II, que voló por primera vez el 29 de septiembre de 1926. Externamente similar a los dos aviones anteriores, el Dingo II poseía una estructura de acero en lugar de madera. Su peso en vacío aumentó un 18 % con respecto al Dingo I. Utilizaba el motor ligeramente más potente Jupiter IV (325 kW, 436 hp), transportaba más combustible y poseía la misma velocidad máxima que su equivalente de madera.

## Historia operacional
Sólo se construyeron estas tres máquinas. El Dormouse sirvió en el Royal Aircraft Establishment, Farnborough, con el Wireless & Photographic Flight, realizando trabajos experimentales de radio, desde marzo hasta diciembre de 1925, cuando fue dado de baja. El Dingo I se estrelló en RAF Martlesham Heath en junio de 1924 durante unas pruebas y el Dingo II fue a Farnborough en noviembre de 1926.

## Variantes
DH.42 Dormouse
Motores Armstrong Siddeley Jaguar III y Jaguar IV.
DH.42A Dingo I
Motor Bristol Jupiter III; ligero aumento de la envergadura (152 mm).
DH.42B Dingo II
Motor Bristol Jupiter IV; mismas dimensiones que el DH.42A, pero con estructura de acero y mayor peso.

## Especificaciones (DH.42 Dormouse, Jaguar IV)
Referencia datos: Jackson, 1978

### Características generales
- Tripulación: Dos (piloto y artillero)
- Longitud: 8,6 m (28,2 ft)
- Envergadura: 12,5 m (41 ft)
- Superficie alar: 36,1 m² (389 ft²)
- Peso vacío: 1140 kg (2512,6 lb)
- Peso cargado: 1768 kg (3896,7 lb)
- Planta motriz: 1× motor radial de 14 cilindros en dos filas refrigerado por aire Armstrong Siddeley Jaguar IV.
  - Potencia: 313 kW (432 HP; 426 CV)
- Hélices: Bipala de paso fijo de madera

### Rendimiento
- Velocidad máxima operativa (Vno): 206 km/h (128 MPH; 111 kt)
- Techo de vuelo: 4785 m (15 699 ft)

### Armamento
- Ametralladoras: 

  - 2 de fuego frontal
  - 1 en anillo Scarff en cabina trasera

## Aeronaves relacionadas

### Secuencias de designación
- Secuencia DH._ (interna de De Havilland): ← DH.39 - DH.40 - DH.41 - DH.42 - DH.43 - DH.44 - DH.45 →